# Julius Braun (Dichter)
Julius Braun (* 1821; † 29. August 1878 in Bad Oeynhausen) war ein deutscher Mediziner, der als Badearzt und Dichter in Bad Oeynhausen wirkte.

## Leben
Julius Braun wirkte etwa ab Mitte des 19. Jahrhunderts als Badearzt sowie auch als Dichter und Kunstkritiker in Rehme–Oeynhausen.
Er war Sanitätsrat und wurde als Balneologe durch sein nach seinem Tod noch in 4. und 5. Auflage erschienenes und in mehrere Sprachen übersetztes „Systematisches Lehrbuch der Balneotherapie“ sowie zahlreiche weitere balneologische Schriften bekannt.
Als Dichter und Kunstkritiker erregte seine Bearbeitung der göttlichen Komödie von Dante Alighieri zur damaligen Zeit Aufsehen.
Julius Braun starb im August 1878 nach langjähriger krankheitsbedingter Beeinträchtigung seines Schaffens. 
Von seiner Korrespondenz ist ein an den Mediziner Hermann Eberhard Friedrich Richter gerichteter Brief vom 20. Mai 1857 überliefert.

## Schriften (Auswahl)
- Herr Hofrath Dr. Spengler zu Ems und die deutsche Gesellschaft für Hydrologie. Ein Beitrag zur Sittengeschichte des heutigen Tages. Minden 1855 (Digitalisat)
- Rehme. Bad Oeynhausen und die chronischen Krankheiten der höheren Stände. Enslin, Berlin 1857 (Digitalisat)
- Bad Oeynhausen-Rehme und die Grundzüge der allgemeinen Balneologie. Enslin, Berlin 1865 (Digitalisat)
- Systematisches Lehrbuch der Balneotherapie. Mit Berücksichtigung der klimatischen Therapie der Lungenphthise. Enslin, Berlin 1868 (Digitalisat)
- mit Ludwig Rohden: Systematisches Lehrbuch der Balneotherapie. Mit Einschluss der Balneotherapie und Klimatotherapie der Lungenschwindsucht von Dr. L. Rohden in Lippspringe. Dritte Auflage, Enslin, Berlin 1873 (Digitalisat)
- Klinische und anatomische Beiträge zur Kenntniss der Spondylitis deformans als einer der häufigsten Ursachen mannigfacher Neurosen, namentlich der Spinalirritation. Rümpler, Hannover 1875 (Digitalisat)
- mit Hermann David Weber und Ludwig Rohden: On the curative effects of baths and waters. Being a handbook to the spas of Europe by Dr. Julius Braun. Including a chapter of the treatment of phthisis by bath and climate by Dr. Rohden of Lippspringe. Smith, Elder, London 1875 (Digitalisat)

## Werke (Auswahl)
- Dante Alighieri. Die göttliche Komödie. Für das deutsche Volk bearbeitet von Julius Braun. Erster Band, Der Dichter und seine Zeit. Die Hölle. Enslin, Berlin 1863 (Digitalisat); (HathiTrust)